# Brian Randle
Brian Charles Randle (Peoria, 8 de fevereiro de 1985) é um assistente técnico norte-americano do Washington Wizards da National Basketball Association (NBA). 
Ele jogou basquete universitário na Universidade de Illinois. Ele foi três vezes eleito Jogador Defensivo do Ano da Liga Israelense e foi o MVP das Finais da Liga Israelense em 2010.

## Primeiros anos
Randle se formou na Peoria Notre Dame High School em 2003 e teve uma temporada excepcional em seu último ano com médias de 22,9 pontos, 12,8 rebotes, 5,2 bloqueios e 3,1 assistências. Ele terminou em quarto lugar na votação para Mr. Basketball de Illinois em seu último ano.

## Carreira universitária
Na temporada de 2003-04, Randle jogou em 32 jogos - incluindo 9 como titular. Ele teve médias de 2,7 pontos e 3,3 rebotes. Em 30 de dezembro de 2003, Randle teve seu melhor jogo estatístico, pegando 11 rebotes e marcando 9 pontos contra a UIC.
Ele tirou uma licença médica durante o Torneio da NCAA de 2004-05 depois de socar uma parede por frustração durante o treino e quebrar a mão.
Na temporada de basquete universitário de 2005-06, Randle foi um dos três capitães da equipe, juntamente com Dee Brown e James Augustine. Randle teve seu melhor jogo jogando contra Wisconsin em 31 de janeiro de 2006 com um duplo-duplo de 12 pontos e pegou 13 rebotes em uma vitória por 66-51. Randle foi nomeado para a Equipe Defensiva da Big Ten.
Na temporada de basquete universitário de 2006-07, Randle teve uma lesão na virilha no início da temporada que o fez perder a maioria dos jogos fora de conferência.
Randle se formou com bacharelado em agrofinanças e mestrado em gestão esportiva.

## Carreira profissional
Randle assinou com o Hapoel Gilboa Galil de Israel antes da temporada de 2008-09. Em sua segunda temporada com o clube, ele os liderou para o título do campeonato, derrotando o Maccabi Tel Aviv nas finais do Final Four de Israel. Ele foi eleito o MVP das Finais em 2010.
No verão de 2010, Randle deixou o Galil Elyon e assinou com o Hapoel Jerusalem em um contrato de dois anos.
Em 10 de outubro de 2012, ele assinou um contrato de teste de dois meses (com uma extensão até o final da temporada) com o time alemão Alba Berlin. Em fevereiro de 2013, ele voltou para Israel e assinou com o Hapoel Tel Aviv.
Em 15 de agosto de 2013, Randle assinou com o Maccabi Haifa de Israel para a temporada de 2013-14.
Em 25 de julho de 2014, ele assinou um contrato de dois anos com o Maccabi Tel Aviv. Ele foi três vezes eleito Jogador Defensivo do Ano da Liga Israelense (2009, 2014 e 2015).
Em 25 de julho de 2015, ele deixou o Maccabi e assinou com o Lokomotiv Kuban, mas foi liberado da equipe após falhar nos testes físicos. Em 1º de setembro de 2015, ele reassinou com o Maccabi Tel Aviv para a temporada de 2015-16.
Em 21 de janeiro de 2017, Randle retornou ao seu antigo clube, o Hapoel Jerusalem. Em março de 2017, ele se machucou e perdeu o restante da temporada.
Em 21 de agosto de 2017, Randle assinou com a equipe italiana Enel Brindisi para a temporada de 2017-18. Em novembro de 2017, ele se aposentou do basquete profissional.

## Carreira como treinador
Em 21 de setembro de 2018, Randle foi anunciado como parte da equipe técnica do Minnesota Timberwolves como coordenador de vídeo, confirmando efetivamente sua aposentadoria como jogador. Mais tarde, em 27 de junho de 2019, Randle foi promovido a um cargo de treinador de desenvolvimento de jogadores dos Timberwolves.
Em 8 de setembro de 2020, Randle foi nomeado como parte da equipe técnica do Phoenix Suns como assistente técnico. Em sua primeira temporada com os Suns, ele não apenas ajudou a equipe a chegar aos playoffs da NBA pela primeira vez desde 2010, mas também às Finais da NBA pela primeira vez desde 1993.

Em 10 de julho de 2024, Randall se tornou assistente técnico do Washington Wizards.